# Ptolemaios III. Euergetés

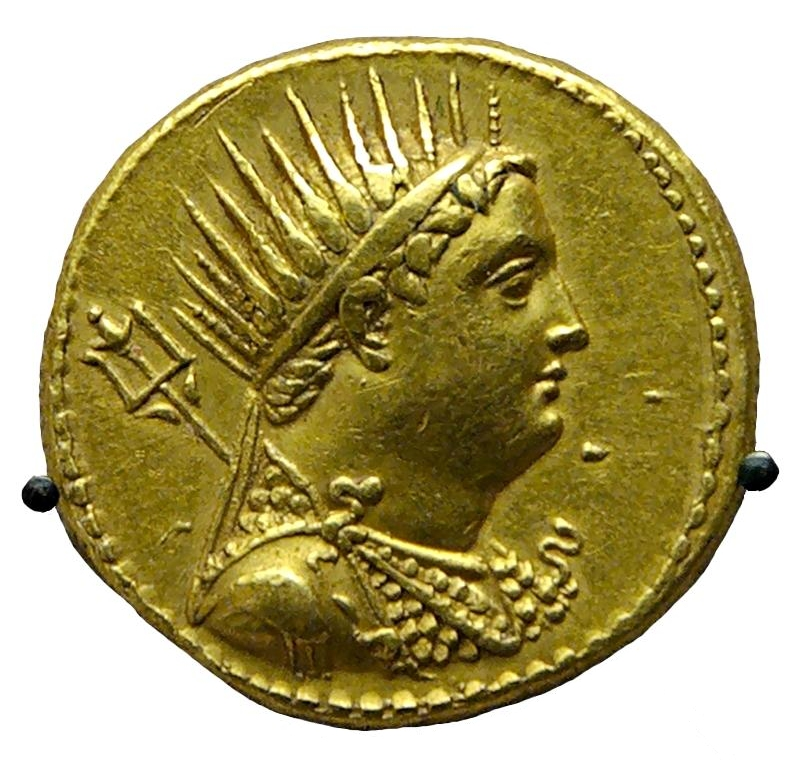
Zlatá oktadrachma s Euergetovým portrétem

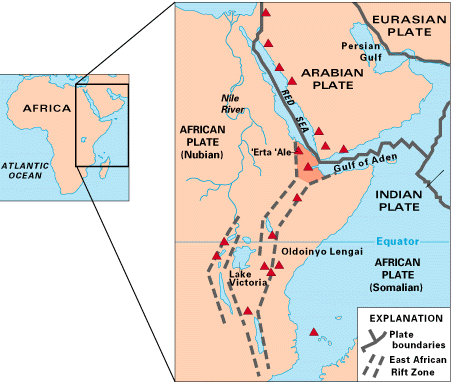
Mapa severovýchodní Afriky s vyznačenými centry vulkanických aktivit v povodí horního Nilu

Ptolemaios III. zvaný Euergetés („Dobrodinec“), řecky Πτολεμαίος Γ΄ Ευεργέτης, byl třetí faraon z dynastie Ptolemaiovců, vládnoucí v letech 246–222 př. n. l. Ptolemaios III. byl nejstarším synem Ptolemaia II. Filadelfa a jeho první manželky Arsinoé I. Na trůn faraona nastoupil po smrti otce roku 246 př. n. l. ve věku asi 38 let. Jeho žena Bereníké II. byla dcerou Maga, krále Kyrenaiky a nevlastního bratra Ptolemaia II.

## Vláda
Významným vojenským úspěchem jeho vlády byla invaze do oblasti severní Sýrie, kterou uskutečnil po zavraždění své nejstarší sestry Bereniky mladší. Uvádí se, že to bylo záminkou pro napadení oslabené Sýrie. Během této třetí syrské války Ptolemaios III. obsadil Antiochii a nakonec dosáhl až do Babylónu. Ptolemaiovská přítomnost ve Středomoří se zakládala na vytvoření početné, dobře zorganizované námořní flotily, a to jak v obchodování, tak i vojenské přítomnosti v dobytých zemích. Souhrnně pozici ptolemaiovské říše charakterizoval řecký filozof Polybios:
| „ | Ptolemaiovci, kteří se intenzivně zajímali o zahraniční akce, obecně jim dávali přednost před samotným Egyptem. Protože byli pány Koilé v Sýrii a Kypru, byli stálou hrozbou pro krále Sýrie (např. Seleukovce), a to jak na zemi, tak na moři a byli také ve velitelském postavení ohledně knížat Malé Asie, jakož i ostrovů, díky vlastnictví těch nejnádhernějších měst, pevností, a přístavů po celém pobřeží od Pamfýlie po Hellespont až po oblast kolem Lýsimachie. Navíc byli příznivě umístěni pro útok na Thrákii a Makedonii z jimi ovládaných měst Ainos, Maroneia a ještě vzdálenější města. | “ |

## Politika
Již za vlády jeho děda Sótéra bylo kodifikováno spojenectví mezi vládnoucí elitou representovanou faraonem a kněžími, kteří nebyli jen náboženskými subjekty, nýbrž z historického kontextu i významnými hospodářskými jednotkami. Z moci faraona vlastnili rozsáhlá území s prosperující zemědělskou produkcí, rozvinutou administrativou ve správě majetku a souvisejícího obchodu. Příkladem je obsah unikátního Harrisova papyru, kde je výčet majetku čtyř dominantních chrámů, který jim zajišťoval vlivné pozice ve správě říše. Sótér ustanovil pro kněze a chrámy plnou podřízenost panovníkovi.

## Sociální vzpoury
Euergetés po vítězném tažení proti Seleukovcům musel řešit povstání v Horním Egyptě s centrem v Thébách (~245 př. n. l.). Byla to první zaznamenaná vzpoura se sociálním podtextem vyvolaná hladomorem v důsledků nízkých záplav Nilu a kolapsu zemědělské výroby. Kolísání hladiny Nilu v období rovníkových monzunových dešťů, které ukazují studie na vliv vulkanické aktivity a jejich ovlivnění klimatických poměrů, měly důsledky na hydrologický šok v povodí Nilu. Ve vlnitém pásmu monzunového počasí, nazývaném intertropickou zónou konvergence, která se každý rok kolem léta pohybuje severně od rovníku a přináší vláhu do povodí Modrého Nilu a dále severněji až do nilské delty. V období 273 roků trvání ptolemaiovské dynastie se uvádí 18 velkých vulkanických erupcí. Jestliže se při vulkanické aktivitě emitují sirné plyny ochlazující atmosféru, pak monzunové deště nedosáhnou severnější oblasti a nedostatek závlah vede ke ztrátě zemědělské produkce, nedostatku potravin a hladu. To spolu s politickým napětím v etnicky citlivém Horním Egyptě vyústilo v sociální nepokoje. Jak tyto události v roce ~245 př. n. l. Euergetés vyřešil, o tom nejsou k dispozici relevantní údaje. Rozsáhlé poznatky o historii tohoto období poskytují archivy zachovaných papyrů, které zahrnují období helenistické vlády ptolemaiovských dynastií.

## Konkordát faraona s kněžími
Vztah faraona a kněžských elit, zmíněný již v období vlády Sótéra, kodifikoval jeho vnuk Euergetés, po zvládnutí zmíněné rebelie v Horním Egyptě, těsnější vztah s egyptskou kněžskou elitou, který byl presentován Kanopským dekretem z roku 238 př. n. l. obsahující trojjazyčný hieroglyfický, démotický a řecký text. Do stély vytesaný text svými ustanoveními určil politický trend pro ptolemaiovskou moc v Egyptě po celý zbytek trvání dynastie. V dekretu kněžstvo chválí Euergeta jako dokonalého faraona, zdůrazňují se jeho podpora kněžství, vojenské úspěchy při obraně Egypta a při obnově náboženských obřadů a zejména když Euergetés dovezl na vlastní náklady obrovské množství obilí, aby vykompenzoval slabou záplavu a hrozící hladomor. Zbytek dekretu obsahuje reformy kněžských řádů.
Dekretem byl také přidán přestupný den do egyptského kalendáře o 365 dnech a byly zavedeny související změny ve slavnostních festivalech. Euergetova dcera Bereníké zemřela během synodu a stéla ustanovila její zbožštění a její trvalé uctívání. Další dekrety vydaly kněžské synody za nástupců Ptolemaia III. V úvodní části stély je text:
| „ | Chrámoví strážci, proroci, svatí kněží, všichni, kteří vejdou do svatyně bohů, aby je oblékli, posvátní písaři, vědoucí, boží otcové a (jiní) kněží v jejich řadách shromážděných z Horního a Dolního Egypta dne 5. měsíce Dios, kdy se slavily narozeniny Jeho Veličenstva a 25. dne toho měsíce, kdy Jeho Veličenstvo převzalo důstojnost od svého otce, shromáždili se v chrámu Dobrotivých bohů, který je v Kanopu. Prohlásili, od doby, kdy král Ptolemaios, věčně žijící, miláček Ptaha, syn Ptolemaia a Arsinoé, bohové sester vládkyně Bereníké, jeho sestra a manželka, dobrotiví bohové přinesli egyptským chrámům mnoho výhod pro všechny časy, protože to nařídili bohům, protože se neustále starali o věci slavného Apise a všech zvířat chrámu, která jsou chráněna v Egyptě, kterým přidělili rozličné velké věci. | “ |
| — | |   |

## Monumenty
Ptolemaios III. financoval stavební projekty v chrámech po celém Egyptě. Nejvýznamnějším z nich byl Horův chrám v Edfu, jedno z mistrovských děl staroegyptské chrámové architektury a nyní nejzachovalejší ze všech egyptských chrámů. Jeho stavbu Euergetés započal 23. srpna 237 př. n. l. Práce pak pokračovaly prakticky po celou dobu vlády Ptolemaiovců. Hlavní chrám byl dostavěn až za vlády Ptolemaia IV. v roce 231 př. n. l. a celý komplex pak byl dokončen až v roce 142 př. n. l. za vlády Ptolemaia VIII., zatímco reliéfy na velkém pylonu byly dokončeny teprve za vlády Ptolemaia XII. Další stavební práce probíhaly na řadě míst, jako jsou:
- Serapeum v Alexandrii[17][18]
- Osirisův chrám v Kanopu
- Dekorativní práce na chrámu bohyně Isis v Behbeit el-Hagar, poblíž Cebneceretu[19]
- Posvátné jezero v chrámu boha Montu v Medamudu[pozn. 9]
- Brána Ptolemaia III. v chrámu boha Chonsu a dekorativní práce na chrámu hroší bohyně Opet v Karnaku v Thébách
- Chrám boha Chnuma v Esně
- Svatyně v chrámu bohyně Isis ve Philae[20]

## Epilog
Vláda Ptolemaia III. Euergeta, která navázala na své předchůdce a v podstatě realizovala hospodářskou a sociálně náboženskou politiku navozenou zakladatelem dynastie Sótérem, se řecko-makedonská vládnoucí elita již setkávala s lokálními problémy ve vztazích s egyptskou populací, která měla převahu v Horním Egyptě, oproti řecké vrstvě těžící z prosperity severu, zejména pak sídelního města Alexandrie. Trvalé vojenské výdaje na udržení moci v Levantě se řešily zvýšenými daňovými dávkami s dopadem na sociální strukturu v Horním Egyptě s centrem v Thébách, které se postupně stávaly centrem odporu. Povstání v roce 245/244 př. n. l., i když bylo krutě potlačeno, si vynutilo politická řešení v posílení role kněží a hospodářsky silnějších klášterů a k uzavření svého druhu konkordátu s klauzulemi specifikujícími vzájemné vztahy, tedy prakticky dobovou formu zákoníku – trojjazyčným Kanopským dekretem z roku 238 př. n. l.
Další oblasti kultury, stavebnictví a obchodu se Euergetovi dařilo dále rozvíjet a svou expanzivní politiku šířit i do zemí mimo Egypt. Nicméně ptolemaiovská dynastie již dosáhla svého vrcholu, bohatství, moci a kulturního rozmachu.

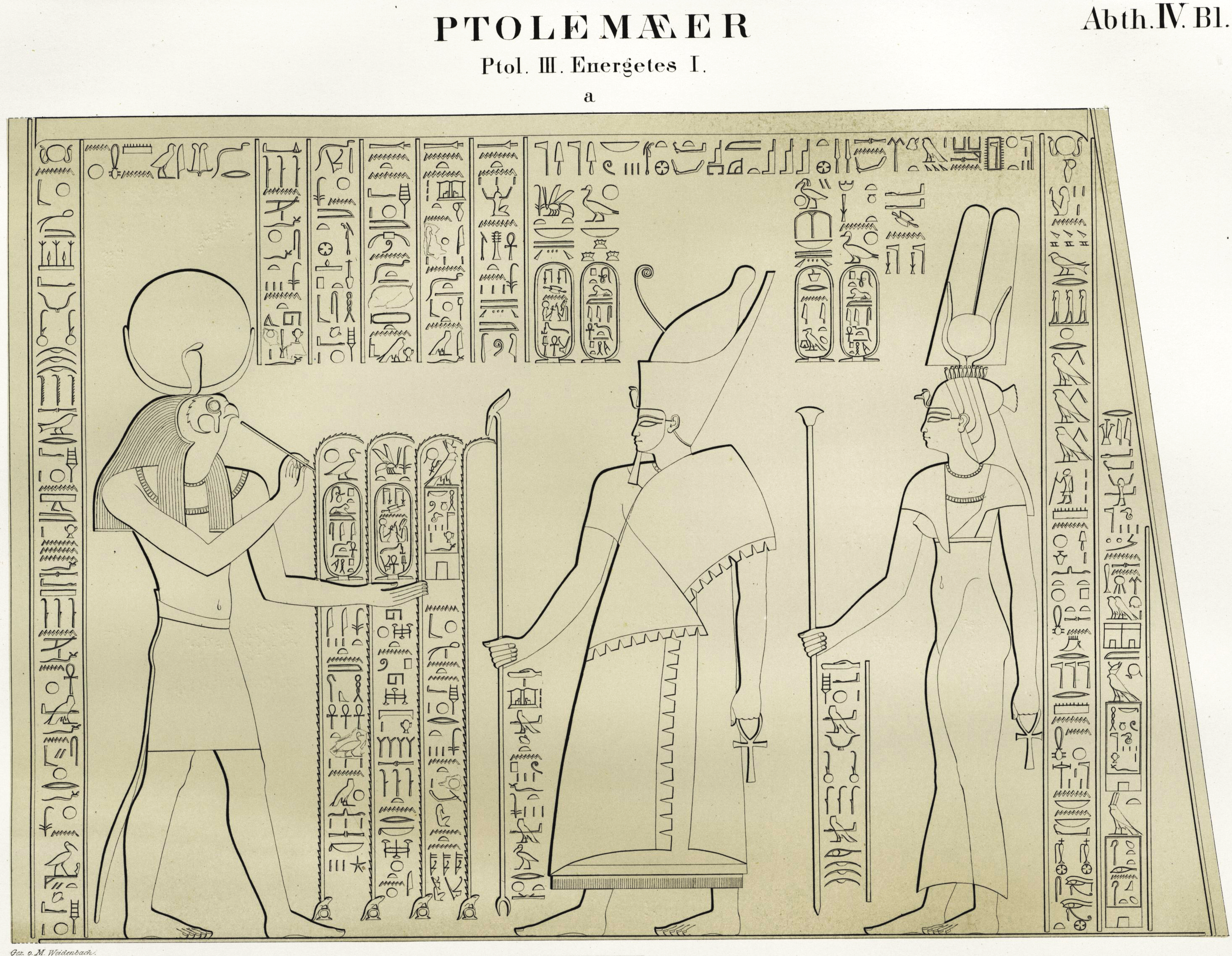
Ptolemaios III. Euergetés a Bereníké II. přijímají vládu od boha Re; Karnak, propylon v chrámu boha Chonsu

## Galerie

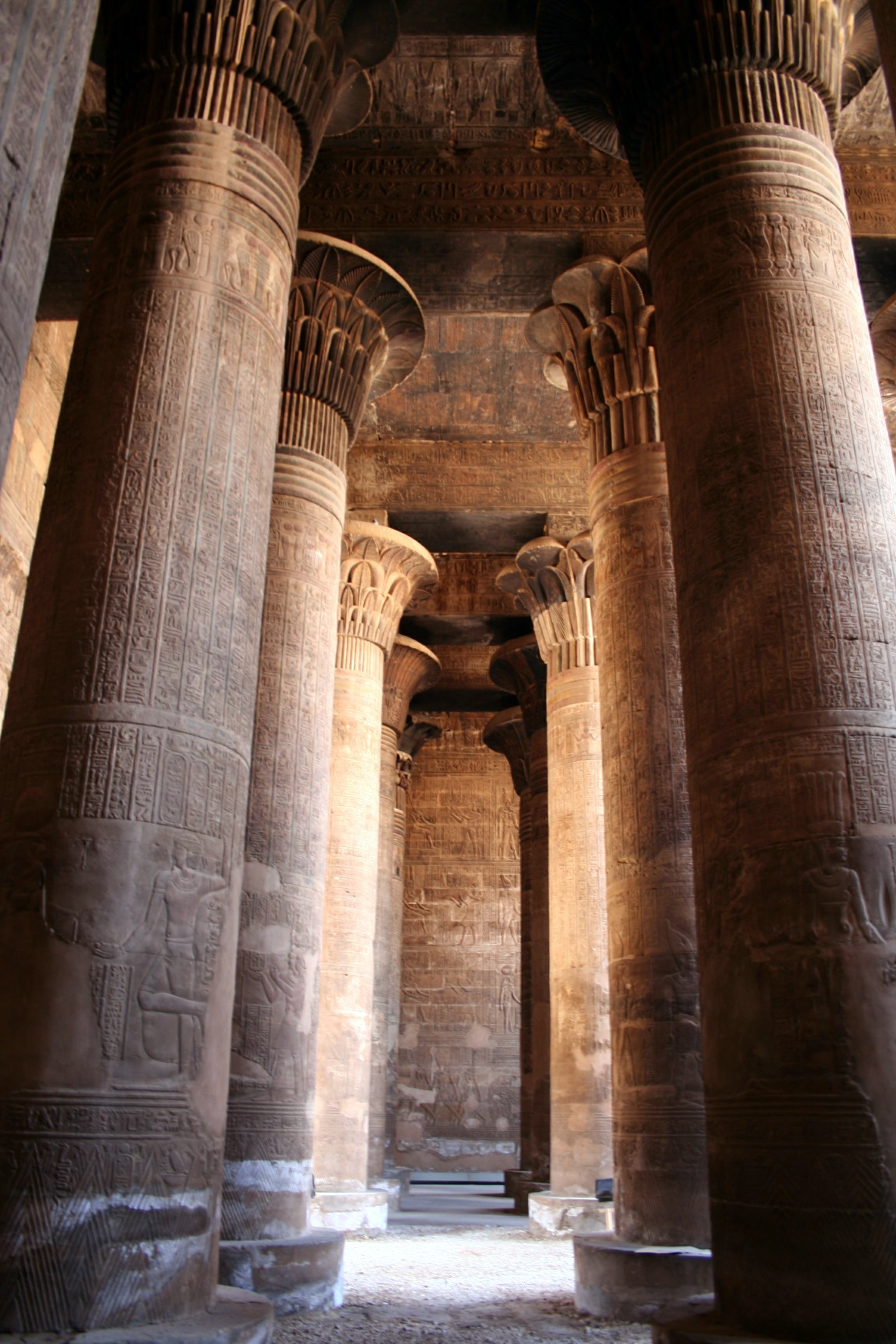
Sloupová síň boha Chnuma v Esně
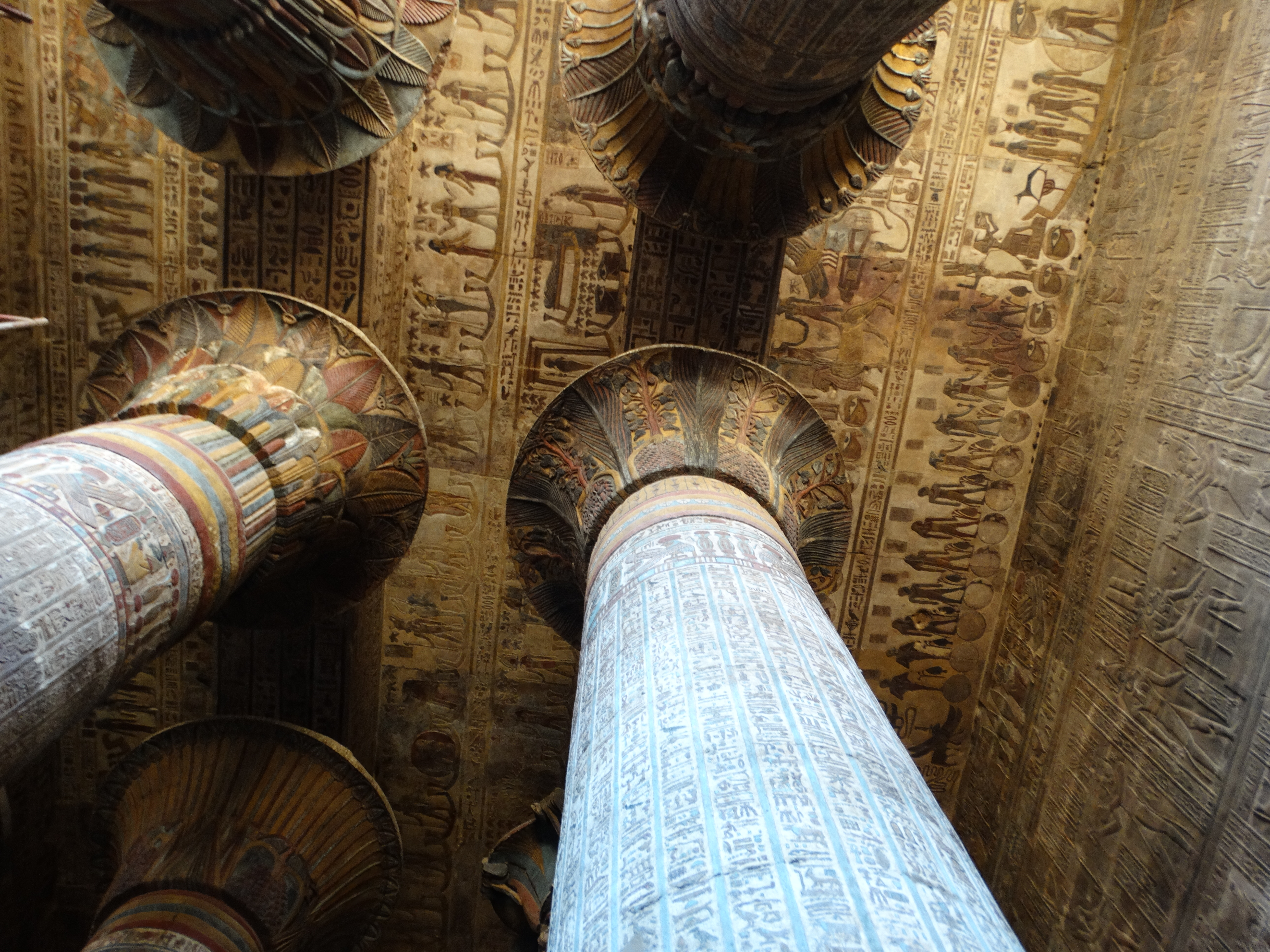
Chrám boha Chnuma v Esně, výzdoba sloupové síně
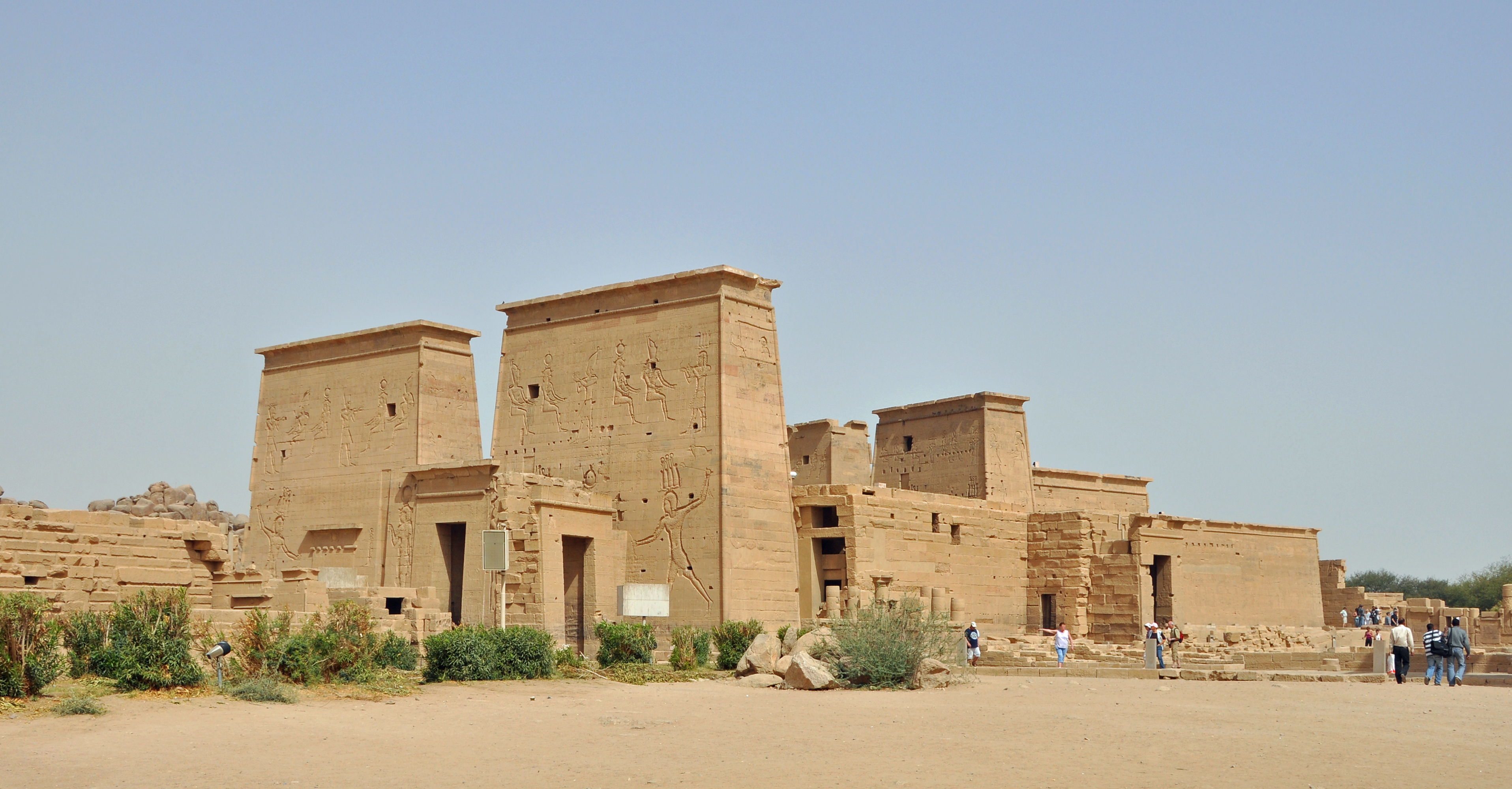
Chrám bohyně Isis na ostrově Aglikia
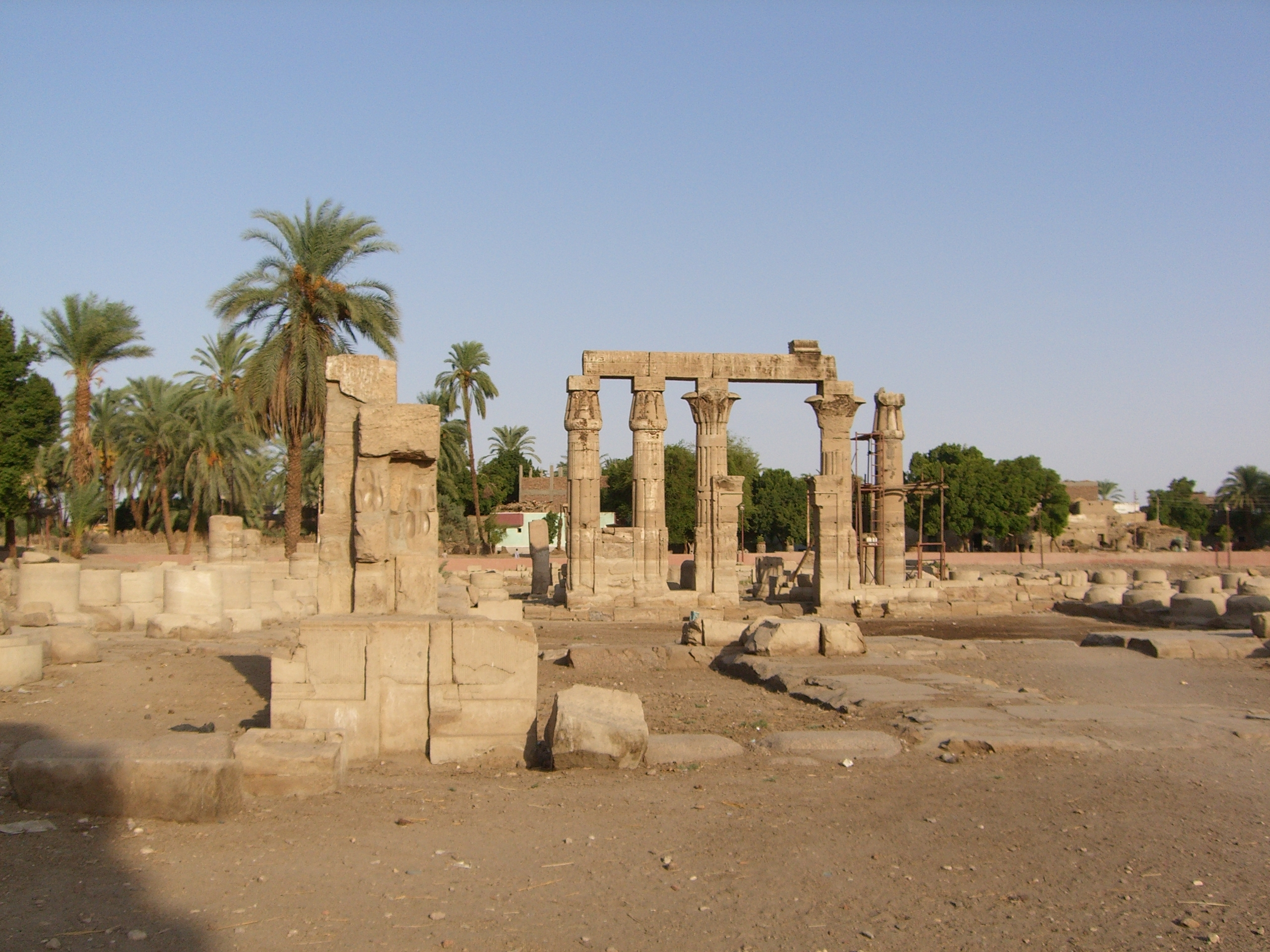
Posvátné jezero v chrámu boha Montu v Medamudu
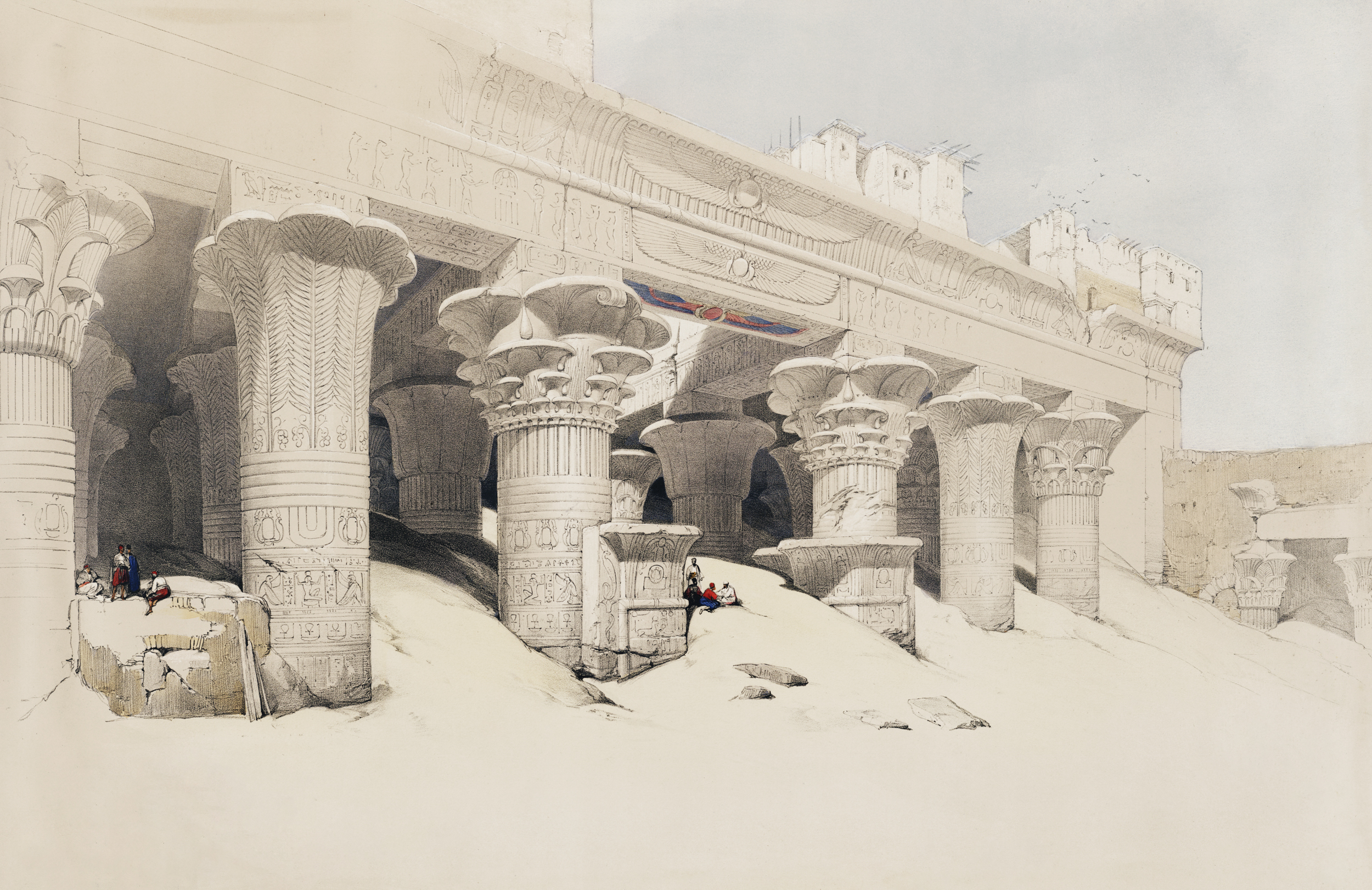
Portikus chrámu v Edfu, Horní Egypt; kresba 1864
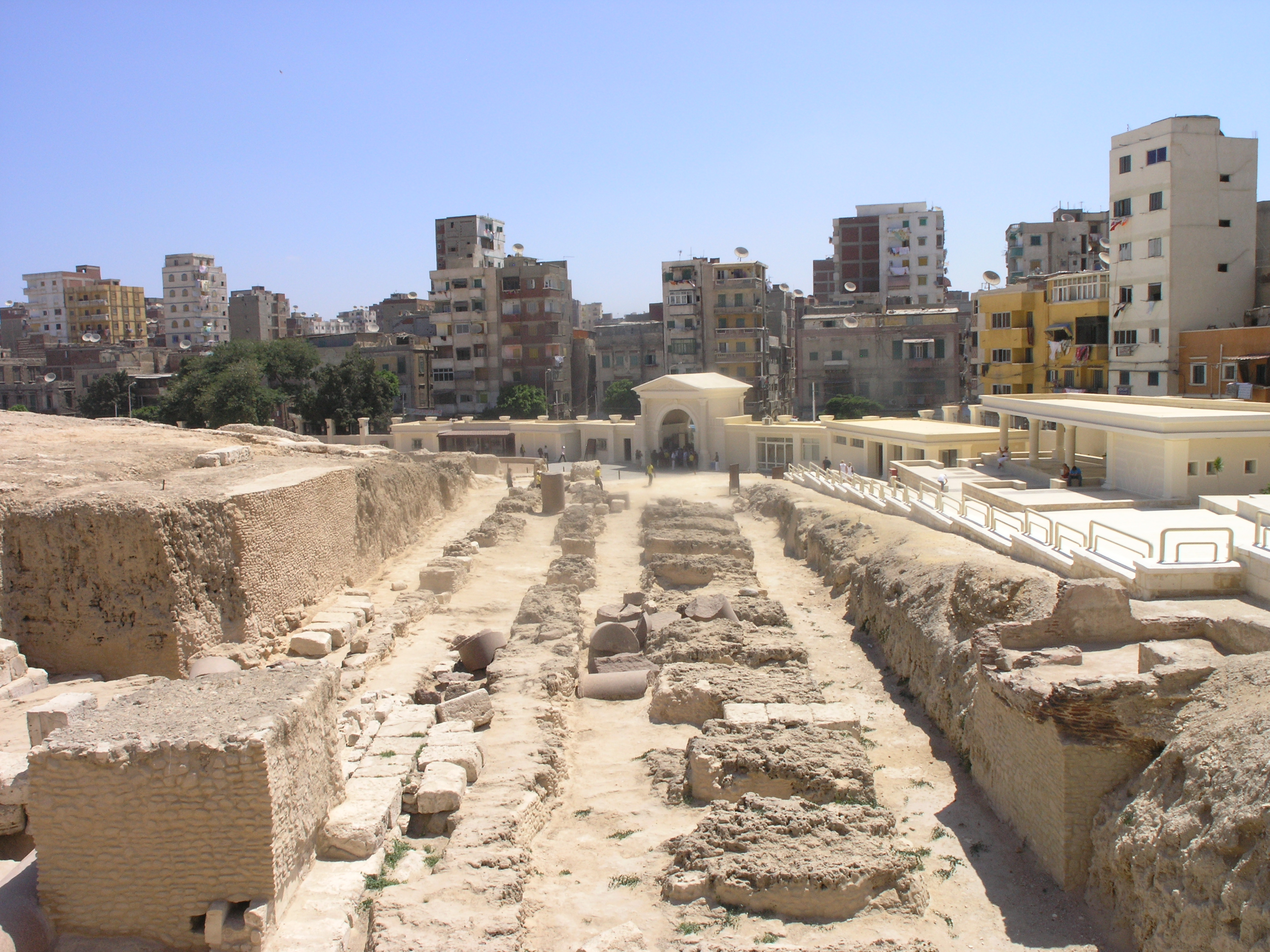
Serapeum v Alexandrii zbudované Ptolemaiem III.